# Ankh-Morpork
Ankh-Morpork é uma cidade-estado ficcional que aparece nas novelas de fantasia de Discworld de Terry Pratchett. É lar da Universidade Invisível, um centro de aprendizado em magia. Ankh-Morpork é também a capital mercantil do Discworld, e os livros a descrevem como um cidade quasi-medieval funcional. Mesmo sob um ataque de um dragão, as barracas de venda estão presentes.

## Geografia
Ankh-Morpork se encontra ao Rio Ankh (a mais polúida via fluvial do Discworld e famoso por ser sólido o suficiente para se caminhar em cima), onde as terras férteis da Planície Sto (similar à Europa Ocidental) se encontram com o Mar Círculo (a versão do mediterrâneo do Discworld). Isto, naturalmente, a coloca como um excelente ponto de comércio.
Sendo aproximadamente equidistante do gélido Centro e da tropical Borda, Ankh-Morpork está na área do Discworld equivalente à zona temperada.
O nome "Ankh-Morpork" se refere tanto à cidade, um cidade murada de cerca de uma milha (1.6 km), e os subúrbios de entorno e fazendas de seu feudo.
A parte central da cidade divide-se em mais ou menos na mais afluente Ankh e da pobre Morpork (que inclui a área conhecida como "As Sombras"), as quais são separadas pelo Rio Ankh.

## Personagens atuais importantes
- Mustrum Ridcully, chanceler-mor do colégio de magia da Universidade Invisível.
- Cenoura Mineraferro, Capitão da Guarda Municipal
- Sir Samuel Vimes, Duque de Ankh e Comandante da Guarda Municipal
- Lady Sybil Deidre Olgivanna Ramkin, Duquesa de Ankh
- Lord Havelock Vetinari, Patrício de Ankh-Morpork
- Rincewind, o Maggo
- C.M.O.T. Dibbler ou Dibbler-Cava-a-própria-Cova, vendedor ambulante

## Ligações ao mundo real
Ankh-Morpork tornou-se cidade-gémea de Wincanton, em Somerset, sudoeste do Reino Unido a 7 de Dezembro de 2002.